# Montegrino Valtravaglia
Montegrino Valtravaglia là một đô thị ở tỉnh Varese trong vùng Lombardia, có cự ly khoảng 110 km về phía tây bắc của Milan và khoảng 70 km về phía tây của Varese. Tại thời điểm ngày 31 tháng 12 năm 2004, đô thị này có dân số 1.253 người và diện tích là 10,3 km².
Đô thị Montegrino Valtravaglia có các frazioni (đơn vị trực thuộc, chủ yếu là các làng) Bonera, Bosco Valtravaglia, Ostino, Sciorbagno, Pipetta, Sorti, Cucco, San Martino, Casa De Andrea, Casa Compagnoni, Segrada, Porsù, Pianca, Alpe del Campogino, Monte Sette Termini (I Bedeloni), Riviera, Casa Briccoli, Piana, và Case Sciarè.
Montegrino Valtravaglia giáp các đô thị: Brissago-Valtravaglia, Cadegliano-Viconago, Cremenaga, Cugliate-Fabiasco, Germignaga, Grantola, Luino, Mesenzana.